# Santa Maria Domenica Mazzarello (titre cardinalice)
Le titre cardinalice de Santa Maria Domenica Mazzarello (Sainte Marie-Dominique Mazzarello) est institué à l'occasion du consistoire du 21 février 2001 par le pape Jean-Paul II. Le titre est rattaché à l'église romaine homonyme situé dans le quartier Don Bosco.

## Titulaires
- Antonio Ignacio Velasco Garcia, S.D.B. (2001-2003)
- George Pell (2003-2023)
- Stephen Brislin (depuis 2023)

## Sources
- (it) Cet article est partiellement ou en totalité issu de l’article de Wikipédia en italien intitulé « Santa Maria Domenica Mazzarello (titolo cardinalizio) » (voir la liste des auteurs).